# Оравски Подзамок
Оравски Подзамок (слч. Oravský Podzámok) насељено је мјесто са административним статусом сеоске општине (слч. obec) у округу Долни Кубин, у Жилинском крају, Словачка Република.

## Становништво
| Година:    | 1994. | 2004.   | 2014.   | 2024.   |
| ---------- | ----- | ------- | ------- | ------- |
| Број људи: | 1275  | 1319    | 1318    | 1354    |
| Разлика:   |       | +3,45 % | -0,07 % | +2,73 % |

| Година:    | 2023. | 2024.   |
| ---------- | ----- | ------- |
| Број људи: | 1344  | 1354    |
| Разлика:   |       | +0,74 % |

Према подацима о броју становника из 2011. године насеље је имало 1.317 становника.